# Pierre Désormeaux
Pierre Désormeaux, kanadski rokometaš, * 16. september 1952, Montreal.
Leta 1976 je na poletnih olimpijskih igrah v Montrealu v sestavi kanadske rokometne reprezentance osvojil 11. mesto.